# Akodon montensis
Akodon montensis es una especie de roedor de pequeño tamaño del género Akodon de la familia Cricetidae, cuyos integrantes son denominados comúnmente ratones. Habita en el centro-este de Sudamérica.

## Taxonomía
Esta especie fue descrita originalmente en el año 1913 por el zoólogo británico Oldfield Thomas.
Localidad tipo
La localidad tipo referida es: “Sapucai, departamento de Paraguarí, Paraguay”.
Caracterización y relaciones filogenéticas
Pertenece al subgénero "Akodon" y al grupo de especies: Akodon cursor.

## Distribución geográfica y hábitat
Este roedor se distribuye por el este del Paraguay, el nordeste de la Argentina, el sudeste del Brasil (entre Goiás, Río de Janeiro y Minas Gerais hasta Río Grande del Sur), y Uruguay. Habita en selvas en galería.

## Conservación
Según la organización internacional dedicada a la conservación de los recursos naturales Unión Internacional para la Conservación de la Naturaleza (IUCN), al no poseer mayores peligros y vivir en algunas áreas protegidas, la clasificó como una especie bajo “preocupación menor” en su obra: Lista Roja de Especies Amenazadas.